# Triple X (catch)
Palmarès
3 fois champion du monde par équipe de la National Wrestling Alliance
Triple X est une clan de catcheurs (lutteurs professionnel) formé à la Total Nonstop Action Wrestling composé de Christopher Daniels, Low Ki (qui a changé de nom de ring en 2006 pour devenir Senshi) et d'Elix Skipper. Ensemble ils ont remporté à trois reprises le champion du monde par équipe de la National Wrestling Alliance.

## Formation du clan
En décembre 2002, Christopher Daniels, Low Ki et Elix Skipper ont rejoint Sports Entertainment Xtreme (en), un clan mené par Vince Russo en venant en aide à ce dernier qui est attaqué par Curt Hennig le 18 décembre. Ce soir là, le trio a remporté son premier match face à Amazing Red et The S.A.T. (en) (Joel et Jose Maximo). Le 22 janvier 2003, Low Ki et Elix Skipper deviennent champion du monde par équipe de la National Wrestling Alliance (NWA) après leur victoire sur America's Most Wanted (Chris Harris et James Storm) et Christopher Daniels est lui aussi reconnu champion en application de la Freebird Rule,.
La semaine suivante, Skipper intervient dans le match opposant America's Most Wanted et The Rock 'n' Roll Express (Ricky Morton et Robert Gibson) en frappant Storm avec sa ceinture de champion permettant ainsi à Morton de faire gagner son équipe. Après le match, Skipper a été attaqué par les Disciples of the New Church (Brian Lee et Slash (en)). Il en découle la première défense de titre entre Skipper et Low Ki et les Disciples of the New Church accompagné de James Mitchell le 5 février qui se conclut par un double tombé. Leur titre par équipe est retiré. Un tournoi est alors organisé où Triple X est d'office finaliste et Low Ki et Christopher Daniels remportent ce tournoi grâce à leur victoire sur America's Most Wanted.